# محتوا (رسانه)
محتوا از منظر رسانه، وب و ارتباطات به هر چیزی که پیام، خبر، احساس و نظایر آن را به دیگران منتقل کند معنا می‌شود. محتوا می‌تواند متن، تصویر، ویدیو و صدا باشد. هر کدام از ساختارهای چهارگانۀ فوق، دارای زیر مجموعه‌هایی هستند. رنگ سازمانی یک شرکت، شیوۀ خوش‌آمدگویی منشی یک شرکت به مراجعه‌کنندگان، آهنگی که در آسانسور ساختمان شرکت پخش می‌شود، پوشش و لباس کارکنان، عطری که در فضای شرکت مورد استفاده قرار می‌گیرد و بسیاری دیگر را نیز می‌توانیم گونه‌های متفاوت اما بسیار مهمی از محتوا به‌شمار بیاوریم.
هنگامی که در فرایندهای تولید و انتشار اطلاعات در حوزۀ رسانه، صحبت از «محتوا» به میان بیاید، منظور این است که اطلاعات مبادله‌شده چه ارزشی را در زمینه‌های مختلف برای کاربر نهایی یا مخاطب ایجاد خواهد کرد. محتوا را می‌توان توسط انواع رسانه‌هایی همچون متن، تصویر، صوت، ویدئو، اینترنت، تلویزیون یا حتی تئاتری که به صورت زنده اجرا می‌شود، منتقل کرد.
از لغت محتوا برای شناسایی و معرفی قالب‌های مختلفی که اطلاعات به خود می‌گیرد، استفاده می‌شود و به محتوا به عنوان مؤلفۀ تغییر پذیری از رسانه که به آن ارزش افزوده می‌دهد، نگاه می‌شود.

## واژگان و مفاهیم
واژۀ «محتوا» معمولاً در محاوره به‌جای رسانه استفاده می‌شود؛ اگرچه، کاربرد دقیق‌تر و بهتر برای واژۀ محتوا این است که به محتوای موجود در رسانه اشاره کند و نه به خود رسانه. همچنین، گاهی اوقات از واژۀ «رسانه» یا سایر ترکیب‌هایی که از این واژه ساخته می‌شود، مثل چندرسانه‌ای یا ابررسانه برای اشاره به نوعی از محتوا استفاده می‌شود؛ که اشتباه است.
انیمیشن مثال خوبی از کاربرد اشتباه رسانه، به‌جای محتواست. در حقیقت، انیمیشن نوعی از محتواست که به اشتباه، نوعی ابزار ذخیره‌سازی فیلم در نظر گرفته می‌شود. به این معنا که وقتی کودکی به مادر خود می‌گوید: «برایم انیمیشن عصر یخبندان را بخر.» در حقیقت، منظورش این است که «برایم دی‌وی‌دی انیمیشن عصر یخبندان را بخر».
وقتی صحبت از المان‌هایی تعاملی به میان می‌آید که محتوا را در خود ذخیره کرده‌اند و خود نیز، در یک رسانه یا حامل داده‌های تعاملی قرار گرفته‌اند تا انتقال یابند، تشخیص تفاوت بین رسانه و محتوا، سخت‌تر هم می‌شود! مثلاً تاس در بازی‌های فکری، المانی تعاملی است که اعداد را به عنوان محتوا در خود دارد و رسانه‌ای برای حمل اطلاعات شمارش از ۱ تا ۶ است. یا مثلاً واسط گرافیکی کاربر در یک نرم‌افزار که المانی تعاملی برای حمل داده‌هایی است که خود، محتوایی گرافیکی به شمار می‌روند.

## کاربرد این واژه در جامعه
از آن‌جا که واژه «محتوا» در حوزۀ رسانه و تبلیغات و بازاریابی، به‌طور فزاینده و گسترده‌ای استفاده می‌شود، عموم مردم از این واژه کمتر استفاده می‌کنند و اشتیاقی به کاربرد آن در مکالمات روزمره خود ندارند؛ بنابراین، تنها گروهی خاص که به مفاهیم بازاریابی و رسانه آشنا هستند، این واژه را، آن هم به‌ندرت، به کار می‌برند. برخی افراد خبره حوزۀ محتوا و رسانه، بر این باورند که استفاده از این لغت، فهم مطلب را دشوار و درک مفاهیم را پیچیده کرده و انتقال اطلاعات را برای نویسنده مشکل می‌کند.

## ارزش محتوا
مؤلف یا ناشری که برای اولین بار، اطلاعاتی را تولید و منتشر می‌کند، ممکن است در قبال ارزش موجود در تمام محتوای مطلب، مسئولیت نداشته باشد؛ مثلاً ممکن است بخشی از یک مقاله یا یک خبر، نقل قولی از یک فرد، کتاب یا وب‌سایت دیگر یا حتی برداشتی آزاد از نتایج یک تحقیق باشد. در این‌صورت، ارزش محتوای مقالۀ اقتباسی، ممکن است بسیار متفاوت با ارزش محتوای مقالۀ اصلی باشد. به این معنا که ممکن است مقالۀ اصلی معتبر باشد اما مقالۀ اقتباسی از تولید محتوا اعتبار کافی برخوردار نباشد؛ یا بالعکس؛ بنابراین، اگر محتوای منبع اصلی نادرست باشد، از لحاظ حقوقی نمی‌توان نویسندۀ مقالۀ اقتباسی را به دلیل رجوع به مقاله‌ای که اشتباه است، بازخواست کرد.
این امکان برای همه وجود دارد که نتایج مدنظر خود را از محتوا بگیرند و ارزش‌های جدیدی بر پایۀ اطلاعات درون محتوای ارائه‌شده، ایجاد کنند که به فکر مالک اصلی محتوا نمی‌رسیده است؛ این رخداد را نوآوری می‌نامند. نوآوری، فرد را قادر می‌سازد که با پردازش اطلاعات به شیوه‌ای متفاوت یا حتی خلق مفاهیم جدید، محتوای تازه‌ای ایجاد کرده و مرزهای دانش را گسترش دهد.
ذکر این نکته ضروری است که لازم نیست همیشه، تمام اطلاعاتی که در محتوا قرار دارد، خلاقانه تولید شده باشد یا تغییری نوآورانه داشته باشد. با توجه به پیشرفت‌های فناورانه‌ای همچون تلفن‌های همراه هوشمند که در اختیار میلیون‌ها نفر در سراسر جهان قرار دارند یا سنسورهای هوشمندی که به صورت خودکار، اتفاقات پیرامون خود را ذخیره و بازنشر می‌کنند، اطلاعات در کسری از ثانیه، در گستره‌ای عظیم منتقل می‌شوند و ممکن است به نظر برسد محتوای جدید دائماً در حال تولید است. وب‌سایت یوتیوب یا شبکۀ اجتماعی فیسبوک بهترین نمونه از رسانه‌ها و فناوری‌های اطلاعاتی جدیدی هستند که امکان بازنشر محتوا را توسعه داده و سرعت بخشیده‌اند.

## تاثیرات تکنولوژی بر روی محتوا
فناوری‌های تولید و انتقال رسانه، می‌توانند قالب‌ها و انواع محتوا را با نوآوری، ترکیب و تغییر دهند تا نیازهای جدید برای مخاطبین مختلف را تأمین کنند. مثلاً اینفوگرافیک نوعی رسانۀ جدید است که محتوای متنی و تصویری (و گاهی اوقات، لینکها و دستورهای HTML) را باهم ترکیب کرده و به مخاطب منتقل می‌کند.
گاهی اوقات در خلال همین تغییرات و توسعه‌ها، ارزش‌های مهم و بزرگی برای محتوا ایجاد می‌شود. مثلاً در مقاله هفت فاکتور اساسی در رابط کاربری تجارت الکترونیکی ذکر شده است که برخی انواع محتوا، دارای طول عمر محدود هستند و این مطلب نشان می‌دهد که تغییر در فناوری، تأثیرات مهمی بر روی محتوا دارد تا حدی که سودمندی محتوای منتقل‌شده، ممکن است فقط چند ساعت یا چند روز دوام داشته باشد و پس از آن، محتوا کارآمد و سودمند نباشد.
در دنیای امروز، تاکیدی که بر سرعت انتشار محتوا، نحوۀ استفاده مجدد و اقتباس از محتوا، در دسترس بودن محتوا در گستره‌ای وسیع و مواردی از این دست وجود دارد، از تأکید برای تولید محتوای جدید پیشی گرفته است. به این معنا که برای مولفین و ناشران یک محتوای اصیل و بکر، اهمیت انتشار گسترده و سریع محتوا، بیش از اهمیت این موضوع است که محتوا صرفاً تولید شود.
به زبان دیگر، محتوایی که تولید شود، اما در سطح وسیع منتشر و دیده نشود، کارآمد نیست؛ که البته استثناءهایی نیز در این زمینه وجود دارد. مثلاً محتوای امنیتی که برای دولت‌ها اهمیت دارد، محتوای فوق تخصصی که مخاطبین آن عموم مردم نیستند، محتوایی شخصی که جزو حریم خصوصی افراد محسوب می‌شود و... .
به همین دلیل است که می‌بینیم برخی از شرکت‌هایی که سابقاً بر روی انتشار کتب فعالیت می‌کردند، اکنون بر روی پایگاه‌های دادهٔ غول‌آسا و پرتال‌های اطلاع‌رسانی عظیم و انتشار محتوا در وب فعالیت می‌کنند تا محتوای موجود در منابع متعدد را از طریق کانال‌های ارتباطی و رسانه‌های نوین، به سرعت در اختیار انبوه مخاطبان در سراسر دنیا، بگذارند.